# Benjamin Whisoh Lee
«  Ben Lee (physicien) » redirige ici. Pour les autres significations, voir Ben Lee.
Benjamin Whisoh Lee (coréen : 이휘소), né le 1er janvier 1935 à Keijō (aujourd'hui Séoul) et mort le 16 juin 1977 près de Kewanee (Illinois, États-Unis), dit Ben Lee, est un physicien théoricien sud-coréen et américain. Ses travaux en physique des particules ont eu une grande influence sur le développement du modèle standard à la fin du XXe siècle, notamment sur la renormalisation du modèle électrofaible et la théorie de jauge. Il a prédit la masse du quark c et a contribué à sa recherche.
Ben Lee a inspiré le personnage de Lee Yong-hu dans le roman de Kim Jin-myung, La rose de Sharon refleurit.